# Garypinus nobilis
Garypinus nobilis es una especie de arácnido del orden Pseudoscorpionida de la familia Olpiidae.

## Distribución geográfica
Se encuentra en el sudeste de Asia.